# Bis(hydroxylammonium)sulfat
Bis(hydroxylammonium)sulfat ist eine chemische Verbindung aus der Gruppe der Hydroxylammoniumsalze und Sulfate.

## Gewinnung und Darstellung
Bis(hydroxylammonium)sulfat kann durch Säure-Base-Reaktion von Hydroxylamin mit Schwefelsäure gewonnen werden.
{\displaystyle \mathrm {2\ NH_{2}OH+H_{2}SO_{4}\longrightarrow (NH_{3}OH)_{2}SO_{4}} }

## Eigenschaften
Bis(hydroxylammonium)sulfat ist ein farbloser bzw. weißer, wasserlöslicher und hygroskopischer Feststoff. Er ist bei erhöhter Temperatur instabil und seine wässrige Lösung reagiert sauer. Der Feststoff zersetzt sich oberhalb von 150 °C stark exotherm mit einer Zersetzungswärme von −253,7 kJ·mol−1 bzw. −1546 kJ·kg−1. Die Verbindung ist deflagrationsfähig. Hier wurde eine Deflagrationsgeschwindigkeit von 5,6 cm·min−1 und ein Druckanstieg bis 250 bar im geschlossenen System beobachtet.

## Verwendung
Bis(hydroxylammonium)sulfat wird als Reduktionsmittel in der Photographie und in der Färberei, Enthaarungsmittel für Häute und zur Reinigung von Aldehyden und Ketonen verwendet.

## Sicherheitshinweise
Bis(hydroxylammonium)sulfat ist ein explosionsgefährlicher Feststoff. Er reagiert bei Schlag oder Reibung, Erwärmung oder andere Zündquellen mit raschem Zerfall, wobei Schwefeloxide, Stickoxide, Hydroxylamin, Ammoniak und Stickstoff entstehen.
{\displaystyle \mathrm {2\ (NH_{3}OH)_{2}SO_{4}\longrightarrow 2\ SO_{3}+N_{2}O+2\ NH_{3}+5\ H_{2}O} }
In Deutschland ist Hydroxylammoniumsulfat entsprechend den Regelungen des Sprengstoffgesetzes als explosionsgefährlicher Stoff der Stoffgruppe C eingestuft.